# Семь подземных королей
Семь подзе́мных короле́й — сказочная повесть Александра Волкова, третья книга цикла о Волшебной стране. Впервые была опубликована в журнале «Наука и жизнь» (№ 10—12 за 1964 год).
В этой книге, помимо всего прочего, рассказывается о том, как волшебник Гуррикап сотворил Волшебную страну и окружил её горами и пустыней, как в эту страну попали и поделили её части между собой четыре добрые и злые волшебницы. Также это единственная книга из гексалогии, в которой нет чёткого деления на положительных и отрицательных персонажей, а вместо этого есть только некоторые слегка негативные — например, бездельники подземные короли и предатель Руф Билан.
В первоначальном черновом варианте повести подземных королей было не семь, а двенадцать. Уменьшить их число до семи — по цветам радуги — предложил оригинальный иллюстратор книги Леонид Владимирский.
Изначально повесть создавалась Волковым как заключительная книга цикла. Однако успех и популярность всех трёх книг побудили писателя продолжить историю Волшебной страны.

## Сюжет
Давным-давно на североамериканском материке жил могущественный волшебник Гуррикап. Когда ему надоело помогать людям, он решил найти себе уединённое место, где его бы не беспокоили. Наконец Гуррикап нашёл подходящую страну и тут же окружил её неприступными горами и великой пустыней, а также повелел, чтобы там царило вечное лето, звери говорили на человеческом языке, а сама страна сделалась волшебной. Узнав, что в этой стране всё-таки живут люди, Гуррикап не стал отменять своё волшебство и поселился в построенном им же замке, строго-настрого запретив людям к нему приближаться. Со временем люди всё реже вспоминали про волшебника, а после его смерти и вовсе позабыли о нём, как и о том, что Волшебную страну основал именно он.
За тысячу лет до появления здесь девочки Элли на территории Голубой страны находится королевство, сын короля которой, Бофаро, пытается возглавить заговор против отца и захватить трон. Но этот заговор раскрывают, и Бофаро вместе с женой и детьми, всеми его сторонниками и их семьями пожизненно ссылают в Подземелье. Подземелье представляет собой гигантскую пещеру с большим озером и золотистыми облаками, светящимися тусклым светом. Бофаро и его людям удаётся обуздать водящихся в окрестностях пещеры Шестилапых и драконов, после чего они строят город на берегу озера. Так основывается Страна Подземных рудокопов, чьим королём единогласно избирается Бофаро. Основным промыслом становится выплавка металлов и добыча полезных ископаемых. Драконов и Шестилапых придумывают отлавливать, приручать и выводить как рабочий скот. Жизнь в стране постепенно налаживается. Бофаро решает после смерти передать трон своим детям. У него семеро сыновей, и он не хочет никого из них обделять. В итоге он принимает решение завещать власть всем семерым, чтобы каждый правил по месяцу. Установив порядок правления, братья решают построить себе общий дворец, но так, чтобы каждый из них имел отдельную для себя часть покоев. Все семь частей окрашивают в цвета радуги, цвета распределяют по жребию. Поскольку в Подземелье нет солнца, то периоды правления, как и само время, определяют по песочным часам (для этого при каждом дворе есть должность Хранителя времени).
Спустя время становится понятно, что воля Бофаро имела плохие последствия: несмотря на клятву всегда поддерживать друг друга, братья после смерти отца моментально начинают подозревать друг друга во враждебных замыслах. Из-за этого каждый король держит при себе множество прислуги, надсмотрщиков, воинов и шпионов, и все они находятся на попечении народа. Все короли, кроме правящего, в ожидании своей очереди правления предаются развлечениям, а вся деятельность правящего сводится в основном к повышению налогов. Примерно в течение 200 лет положение всё больше ухудшается. Вдруг один из охотников на Шестилапых находит источник Усыпительной воды — отпивший её засыпает, а когда просыпается, то ничего не помнит, но быстро поддаётся обучению и в конечном итоге всё вспоминает. Тогда Хранителю времени Беллино приходит в голову идея: усыплять шестерых королей, пока правит седьмой. После этого в стране устанавливается порядок и относительное процветание — поскольку кормить теперь надо гораздо меньше господ, то простые люди могут работать гораздо меньше. Так проходит ещё около 700 лет и рудокопы начинают думать, что им особо и не нужны короли, почти всё время спящие и не делающие ничего полезного для народа во время бодрствования. Однако пока в их головах слишком сильно сидит почитание монархов, чтобы рудокопы могли предпринимать какие-то решительные действия. И неожиданно происходит ряд событий, которые дают толчок к дальнейшим переменам.
Сразу по окончании событий предыдущей книги Руф Билан, предатель и первый министр Урфина Джюса, после его свержения решает спрятаться в Подземелье. Очень скоро он понимает, что поторопился с решением, но в попытке вернуться обратно обнаруживает, что заблудился. Случайно он натыкается на кирпичную стену и слышит из-за неё голоса. Обезумев после долгого блуждания в лабиринте, Билан разрушает стену валявшейся рядом киркой, и выясняется, что это была стена, окружавшая источник Усыпительной воды, которая после этого утекает. Билана приводят к королю, правящему в этот период, и тот, выслушав его историю, говорит, что дела верхних людей рудокопов не касаются, а Билана бессмысленно карать смертью за разрушение источника — он действовал в отчаянии и по незнанию. Тем не менее, чтобы Билан «не напрасно ел свой хлеб», король даёт ему место прислуги и, увидев его повадки, с презрением бросает фразу: «У этого человека лакейская душонка, и среди прислуги его настоящее место». Проходит несколько месяцев, короли просыпаются один за другим, и экономика уже не может выдержать снова увеличившегося количества нахлебников. Над страной опять нависает угроза голода. Нынешний Хранитель времени Ружеро впервые заявляет королям, что первопричиной всему этому стали слишком большие королевские свиты, которые вынужден содержать народ. Предложение сократить шесть штатов министров и оставить седьмой, переходящий от короля к королю, а также распустить столько же стражников и шпионов вызывает возмущение у всех присутствующих. Никто не хочет покидать свои должности, чтобы отправляться на тяжёлую работу, несмотря на то, что стране необходимо уменьшение числа нахлебников и увеличение числа рабочих рук. Неожиданно гонец приносит в город весть, что сюда идут чужестранцы. Выйдя им навстречу, короли и их свиты видят мальчика, девочку и необычного зверька.
Эти путники попали в Страну рудокопов так. После возвращения из второго путешествия в Волшебную страну Элли некоторое время ходит в школу и на летних каникулах едет к родственникам в Айову. Там её троюродный брат Фред предлагает ей и Тотошке прогуляться в одной пещере. Однако через некоторое время в пещере происходит обвал и отрезает ребят от выхода. Попытки взрослых его расчистить ни к чему не приводят, дети признаются погибшими. Элли, Фред и Тотошка с другой, внутренней стороны решают двигаться дальше в надежде отыскать другой выход. После долгих странствий, преодолев множество опасностей в подземном мире, они оказываются в Стране Подземных рудокопов и встречают королей с их свитами. Они рассказывают о себе и просят проводить их наверх, но Руф Билан заявляет королям, что Элли — «Фея», которая сможет восстановить источник Усыпительной воды. Короли отказываются отпускать детей и не верят словам Элли о том, что она не фея, считая её поведение упрямством. Детям удаётся заручиться поддержкой кое-кого из рудокопов, чтобы отправить на поверхность Тотошку, который добирается до Изумрудного города и зовёт на помощь Страшилу, Дровосека и Льва. Они решают послать войска для освобождения пленников, но когда Элли сообщает об этом королям, те дают понять, что победа будет на их стороне — у них есть драконы, Шестилапые и сумрак Пещеры. Тогда наверх так же тайком выбирается Фред и уговаривает трёх правителей отменить военный поход. 
Поразмыслив, друзья приходят к выводу, что короли требуют от Элли только восстановить источник, и отправляются к рудокопам с мирной делегацией. Мастера Фиолетовой страны бурят на месте пересохшего источника скважину, позволяющую добывать ещё больше Усыпительной воды, чем раньше. При этом каждый из семи королей втайне рассчитывает после возвращения воды избавиться от соперников и править страной единолично. Однако вместо этого, по плану Страшилы и Ружеро, во время торжественного открытия восстановленного источника засыпают все семь дворов. Поскольку человек, пробудившийся после волшебного сна, подобен младенцу и не помнит ничего о своем прошлом, проснувшимся королям и придворным удаётся внушить, что они всегда были ремесленниками. Что же касается Руфа Билана, то его в наказание за все проступки усыпляют и оставляют в пещере на десять лет, чтобы потом перевоспитать. Избавившись от власти семи королей, рудокопы решают переселиться обратно на поверхность — постепенно, чтобы привыкнуть к воздуху и солнцу. Незадолго до отбытия домой Элли решает встретиться с королевой полевых мышей Раминой. Рамина сообщает, что её род обладает даром предвидеть будущее, и Элли больше никогда не вернётся в Волшебную страну. Хотя Элли по её совету не говорит друзьям, что расстаётся с ними навсегда, Страшила, Дровосек и Лев сами предчувствуют это. Элли, Тотошка и Фред возвращаются домой на ручном драконе Ойххо.

## Персонажи
- Элли Смит
- Альфред Каннинг
- Ментахо
- Арбусто
- Барбедо
- Бубала
- Тевальто
- Эльяна
- Карото
- Ламенте
- Бориль
- Робиль
- Ружеро
- Арриго
- Реньо
- Веньено
- Рахис
- Страшила Трижды Премудрый
- Железный Дровосек
- Смелый Лев
- Лестар
- Дин Гиор
- Фарамант
- Руф Билан
- Бофаро
- Вагисса
- Граменто
- Тубаго
- Беллино
- Бориль
- Робиль
- Ортега
- Карум
- Рамина

## Параллели с книгами Фрэнка Баума
В книге «Железный Дровосек из страны Оз» написано следующее: «Страна Оз не всегда была волшебной. Когда-то давно это была самая обыкновенная страна, отгороженная от остального мира большой песчаной пустыней со всех четырех сторон. Королева фей Лурлина, пролетавшая над ней со своей свитой, увидела это и решила сделать страну волшебной. Королева оставила одну фею править страной, а сама отправилась дальше и вскоре об этом забыла».
О разделе страны Оз волшебницами говорится в книге «Дороти и Волшебник в Стране Оз»:
«Очень интересная история, – сказала Озма, – и единственное, чего в ней недостает, это кое-каких подробностей: по-видимому, вы их просто не знаете. Дело в том, что давным-давно, задолго до вашего появления здесь, страна была едина. По традиции правитель ее всегда именовался Оз, что на нашем языке означает «великий и добрый». Если же правителем оказывалась женщина, то ее звали Озма. Но однажды четыре Злые Волшебницы устроили заговор, желая завладеть королевством. Когда тогдашний король, мой дед, отправился на охоту, колдунья по имени Момби выкрала его и спрятала как пленника. Потом ведьмы поделили королевство на четыре части и правили каждая своей до тех пор, пока не явились вы».
Кроме того, в третьей книге Баума («Озма из страны Оз») присутствует образ подземного царства — королевства гномов. Но кроме расположения, королевство гномов не имеет никаких общих черт с Подземной страной.

## Экранизации и постановки
- «Волшебник Изумрудного города» — многосерийный мультфильм (СССР, 1974):
  - 9 серия «Загадочная пещера»
  - 10 серия «Элли встречается с друзьями»